# Calle Schlettwein
Carl-Hermann Gustav « Calle » Schlettwein, né le 13 juin 1954 à Otjiwarongo, est un homme politique namibien. Il est ministre du Commerce et de l'Industrie de 2012 à 2015, puis des Finances de 2015 à 2020 et de l'Agriculture, de l'Eau et de la Réforme agraire de 2020 à 2025.

## Biographie

### Débuts
Calle Schlettwein est d'origine germano-namibienne. Il a fréquenté l'École supérieure privée allemande de Windhoek (Deutsche Höhere Privatschule Windhoek). Entre 1974 et 1980, Schlettwein a étudié l'entomologie, la zoologie et la botanique à l'université de Stellenbosch, en Afrique du Sud. Plus tard, il a travaillé comme chercheur au département des affaires de l'Eau de Namibie.

### Carrière
À partir de l'indépendance de la Namibie en 1990, Calle Schlettwein est secrétaire permanent dans divers ministères. Après sept ans au ministère des Finances, le président Hifikepunye Pohamba le nomme à l'Assemblée nationale comme l'un des six membres sans droit de vote du Parlement nommés par le président pour le mandat qui débute en mars 2010. Il est ensuite nommé vice-ministre des Finances en 2010. Lors d'un remaniement ministériel à la suite du congrès de la SWAPO de 2012, Calle Schlettwein est promu ministre du Commerce et de l'Industrie le 4 décembre 2012. À ce poste, il est devenu le premier membre blanc de haut rang du gouvernement depuis l'indépendance.
Sous la présidence de Hage Geingob, Calle Schlettwein est nommé ministre des Finances en mars 2015. Après la réélection de Hage Geingob en 2019, Calle Schlettwein est nommé à la tête du ministère de l'Agriculture, de l'Eau et de la Réforme agraire et le demeure jusqu'en mars 2025.

## Autres activités
- Banque africaine de développement (BAD), membre d'office du conseil des gouverneurs (2015-2020) [8]
- Fonds monétaire international (FMI), membre d'office du conseil des gouverneurs (2015-2020) [9]
- Agence multilatérale de garantie des investissements (MIGA), Groupe de la Banque mondiale, membre d'office du conseil des gouverneurs (2015-2020) [10]
- Banque mondiale, membre d'office du conseil des gouverneurs (2015-2020) [11]

## Reconnaissance
À l'occasion de la Journée des Héros de 2014, Calle Schlettwein s'est vu décerner les insignes de l'ordre de l'Aigle, de deuxième classe.